# Ndre Mjeda
Ndre Mjeda (Scutari, 19 novembre 1866 – Scutari, 1º agosto 1937) è stato un poeta e politico albanese, considerato uno dei più illustri rappresentanti della cultura dell'Albania.

## Biografia
Nato a Scutari nella famiglia Mjeda e fu educato dai gesuiti e completò la sua formazione all'estero. Dal 1880 al 1887 studiò letteratura a Valencia, Roma, Chieri e in Croazia. Nello stesso periodo scrisse nella sua lingua natia i primi versi, fra i quali si ricorda Vaji i bylbylit (Il lamento dell'usignolo).
Dal 1887 al 1891 Mjeda insegnò musica al Collegio Marco Gerolamo Vida di Cremona e in seguito si recò a Cracovia per studiare teologia e al contempo insegnare filosofia e filologia. Fu anche bibliotecario del Collegio gregoriano di Kraljevica, dove fu docente di logica e metafisica. Venne espulso nel 1898 per via di alcuni dissidi fra l'impero austro-ungarico e il Vaticano. Fu fondatore e direttore della Società letteraria "Agimi" (1901).
Nel 1917 Mjeda pubblicò la raccolta Juvenilia e si dedicò alla scrittura di un ciclo poetico basato sulle antiche civiltà dell'Illiria.  Nel 1921 pubblicò infatti Lissus una raccolta di sonetti storico-patriottici. Fra il 1920 e il 1924 fu deputato all'Assemblea Nazionale dell'Albania, ma dopo il fallimento del progetto politico di Fan Noli e l'instaurazione della dittatura di Zog I di Albania, Mjeda si ritirò nel villaggio di Kukël dove svolse le funzioni di parroco.
Nel 1930 ottenne un posto come docente di letteratura albanese al Collegio gesuita di Scutari, dove morì sette anni dopo.